# شاين بيمر
شاين بيمر (بالإنجليزية: Shane Beamer)‏ هو لاعب كرة قدم أمريكية أمريكي، ولد في 31 مارس 1977 في تشارلستون في الولايات المتحدة.